# Cnemophilus
Cnemophilus é um género de ave da família Cnemophilidae.
Este género contém as seguintes espécies:
- Cnemophilus loriae
- Cnemophilus macgregorii